# Thomas C. Zinke

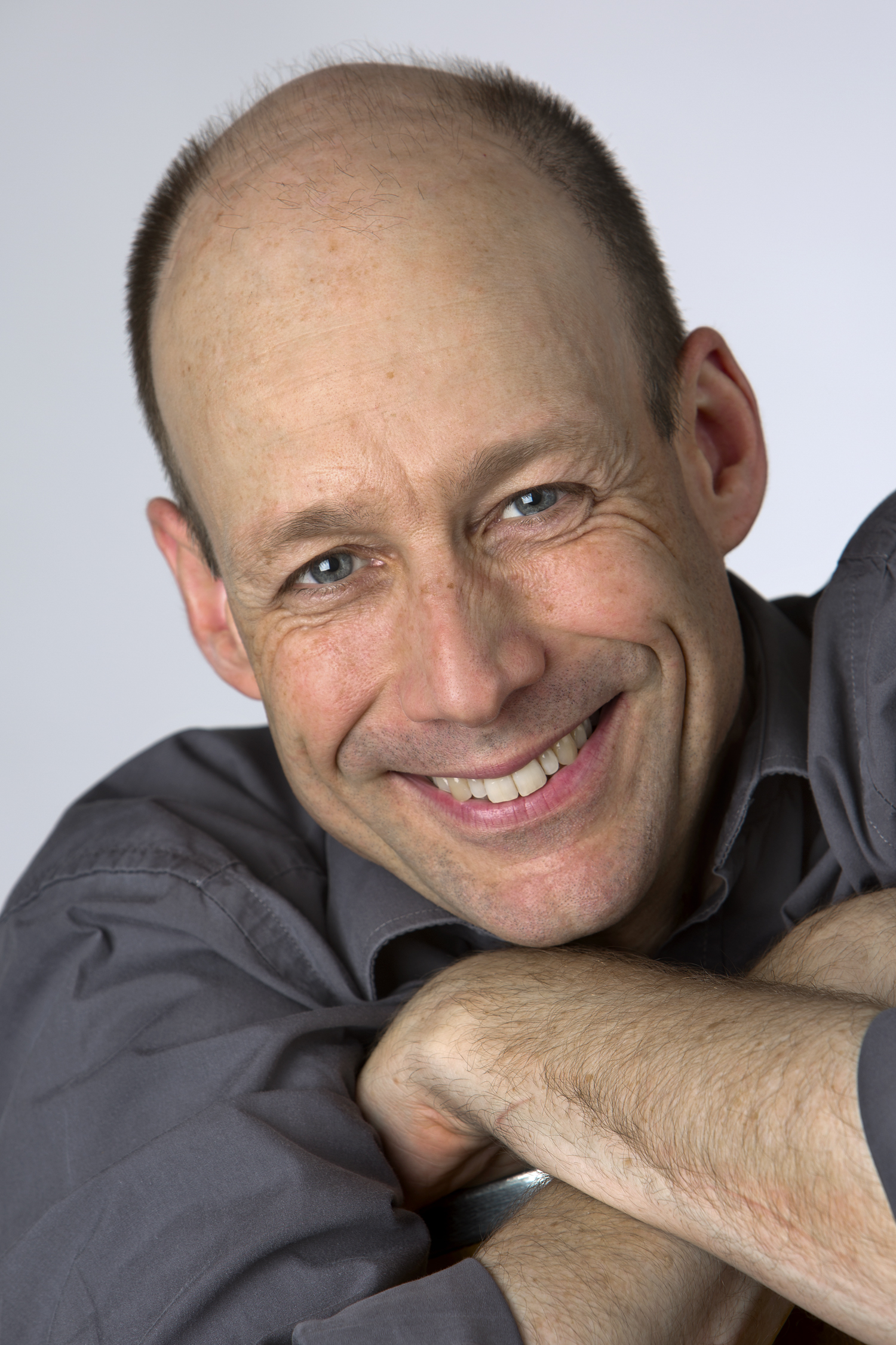
Thomas C. Zinke (2016)

Thomas Christoph Zinke (meist Thomas C. Zinke oder Thomas Zinke; * 20. Mai 1967 in München) ist ein deutscher Schauspieler.

## Leben
Im Anschluss an das Abitur 1988 leistete Thomas Zinke bis 1990 seinen Zivildienst am Klinikum München-Großhadern. Von 1990 bis 1994 absolvierte er eine Schauspielausbildung an der Akademie für darstellende Kunst Ulm (AdK). Nach verschiedenen Stationen – darunter am Theater Trier – war er in der Spielzeit 1996/97 Ensemblemitglied des Städtetheaters Dinkelsbühl, wo er so unterschiedliche Bühnenfiguren wie Das tapfere Schneiderlein (1996) und den „Mandelstam“ in Carl Sternheims Die Hose gestaltete. Von 1997 bis 2000 war Thomas Zinke dann am Tiroler Landestheater Innsbruck fest engagiert. Dort war er 1997 in bekannten klassischen Rollen wie die „Viola“ und ihren Zwillingsbruder „Sebastian“ in Was ihr wollt von William Shakespeare oder der „Razmann“ in Friedrich Schillers Die Räuber zu sehen, aber auch als „Dilldapp“ in Tankred Dorsts Kinderstück Wie Dilldapp nach dem Riesen ging (1998) oder als Karl Valentin in Karl Valentin und Liesl Karlstadt (1999).
Ab 2001 spielte Zinke bei der bremer shakespeare company, bis 2006 als festes Ensemblemitglied und später regelmäßig als Gast. Zu den klassischen Shakespeare-Rollen, die er gestaltete, gehören der „Graf von Kent“ in König Lear (2001), „Capulet“ und „Benvolio“ in Romeo und Julia (2001), „Lysander“ in Ein Sommernachtstraum (2002), „Rodrigo“ in Othello (2002) sowie die Titelfiguren von Coriolan (2003) und König Johann (2004).
Berufsbegleitend absolvierte Thomas C. Zinke von 2005 bis 2011 an der Universität Bremen noch ein Studium der Erziehungswissenschaften.
Ab 2006 freischaffend als Schauspieler tätig, war er für einige Stücke an verschiedenen Bühnen engagiert. In drei Stücken spielte er unter der Regie von Andreas Kloos: Für die Produktionen des Theaters Kiel gestaltete Zinke 2008 den „Wachtmeister Dimpfelmoser“ in Der Räuber Hotzenplotz von Otfried Preußler und 2009 alle drei Geister in Eine Weihnachtsgeschichte nach der Vorlage von Charles Dickens, und am Theater Bielefeld gab er 2013/2014 den „Professor Tibatong“ in Urmel aus dem Eis von Max Kruse. Und er war 2013 im Musiktheater zu sehen, und zwar an der Hamburgischen Staatsoper in Der Meister und Margarita.
Im Jahr 2007 inszenierte Zinke im Blaumeier-Atelier Bremen das von ihm und Benjamin Krause entwickelte Maskenstück Ja, ich will!, in der er auch selbst als Pastor und Hausmeister agierte. Im Herbst 2011 ging er mit einem szenischen Maskenspiel auf eine Reise durch Deutschland, um auf die bevorstehende Sonderausstellung Edvard Munch – Rätsel hinter der Leinwand in der Kunsthalle Bremen aufmerksam zu machen. Mit Christian Bergmann teilte er sich dabei die Rolle des Malers Edvard Munch.
Vor allem aber trat er ab 2010 mit seiner eigenen Literaturreihe auf. Unter dem Titel Zinke liest – Wer nicht lesen will, muss hören! Für diese szenischen Lesungen bearbeitete er von Johann Wolfgang von Goethe bis Robert Gernhardt alles, was sich reimt oder in Prosa geschrieben steht. Seit 2012 arbeitete er dabei mit dem Pianisten Hauke Scholten zusammen und erweiterte sein Programm um „Lesungen mit Musik“. Unter anderem produzierten sie für das Konzerthaus Die Glocke in Bremen mehrfach die Kinder-Lesungen mit Musik, und ab 2013 auch die literarisch-musikalischen Theaterabende Heinz Erhardt erklärt die Welt: Warum die Zitronen sauer wurden und „Es pocht das Herz, die Backen glüh’n“ – Liebe in Wort und Musik von Goethe bis Georgette Dee.
Seit der Spielzeit 2017/18 ist Thomas C. Zinke wieder festes Mitglied in einem Schauspielensemble – und zwar am Theater Altenburg Gera mit den Spielstätten Altenburg und Gera. Dort arbeitet er besonders eng mit Manuel Kressin zusammen. Unter dessen Regie gestaltete er beispielsweise den „Otto Kringelein“ in der Bühnenfassung von Vicky Baums Menschen im Hotel, den „Argan“ in Der eingebildete Kranke von Molière oder „Klaus Uhlzscht“ in Helden wie wir von Peter Dehler und Thomas Brussig. In der Uraufführung von Manuel Kressins satirischem Stück Als der Herzog über den Herzog herzog spielte er den „Karl-Heinz (Herzog)“. Neben solchen Hauptrollen wirkt Zinke aber auch an Musical-Produktionen des Theaters Altenburg Gera mit, so gab er in einer Inszenierung von Lydia Bunk von 2018 bis 2020 den „Herrn Schultz“ in Cabaret.
Neben seinen Theaterarbeiten war und ist der Schauspieler auch in Werbe- und Industriefilmen zu sehen oder als Sprecher in Dokumentarfilmen zu hören. Im MDR/Degeto-Fernsehkrimi Tod am Rennsteig – Auge um Auge (2023) übernahm er eine kleine Nebenrolle als Puffbohne.
Thomas C. Zinke lebt mit seiner Frau und seinen zwei Kindern in Bremen.

## Bühnenrollen (Auswahl)
| Jahr      | Stück                                                           | Rolle                                   | Regie                          | Theater                                        |
| --------- | --------------------------------------------------------------- | --------------------------------------- | ------------------------------ | ---------------------------------------------- |
| 1994      | Jagdszenen aus Niederbayern                                     | Abram                                   | Yvonne Racine                  | Akademietheater Ulm                            |
| 1994      | Aladdin und die Wunderlampe                                     | Großwesir                               | Regina Noelke                  | Theater Trier                                  |
| 1995      | Ein Sommernachtstraum                                           | Handwerker                              | Karin Beyer                    | Theater Neu-Ulm                                |
| 1996      | Das tapfere Schneiderlein                                       | Schneiderlein                           | Hermes Schmid                  | Städtetheater Dinkelsbühl                      |
| 1996      | Die Hose                                                        | Mandelstam                              | Thomas Willberger              | Städtetheater Dinkelsbühl                      |
| 1997      | Kissing God                                                     | Harry                                   | Klaus Troemer                  | Städtetheater Dinkelsbühl                      |
| 1997      | Zahngold                                                        | Karl                                    | Hermes Schmid                  | Städtetheater Dinkelsbühl                      |
| 1997      | Was ihr wollt                                                   | Viola und Sebastian                     | Pit Holzwarth                  | Tiroler Landestheater Innsbruck                |
| 1997      | Die Räuber                                                      | Razmann                                 | Thorsten Schilling             | Tiroler Landestheater Innsbruck                |
| 1998      | Wer hat Angst vor Virginia Woolf?                               | Nick                                    | Thorsten Schilling             | Tiroler Landestheater Innsbruck                |
| 1998      | Wie Dilldapp nach dem Riesen ging                               | Dilldapp                                | Irmgard Lübke                  | Tiroler Landestheater Innsbruck                |
| 1999      | Karl Valentin und Liesl Karlstadt                               | Karl Valentin                           | Dietrich Hübsch                | Tiroler Landestheater Innsbruck                |
| 1999      | Der eingebildete Kranke                                         | Cléante                                 | Hanspeter Horner               | Tiroler Landestheater Innsbruck                |
| 2000      | Othello darf nicht platzen                                      | Page                                    | Klaus Rohrmoser                | Tiroler Landestheater Innsbruck                |
| 2000      | Der Drang                                                       | Fritz                                   | Manfred Schild                 | Tiroler Landestheater Innsbruck                |
| 2000      | Im Dickicht der Städte                                          | Pavian                                  | Klaus Rohrmoser                | Tiroler Landestheater Innsbruck                |
| 2001      | König Lear                                                      | Graf von Kent                           | Sylvia Armbruster              | bremer shakespeare company                     |
| 2001      | Romeo und Julia                                                 | Benvolio und Capulet                    | Rainer Iwersen                 | bremer shakespeare company                     |
| 2002      | Ein Sommernachtstraum                                           | Lysander und Handwerker                 | Sebastian Kautz                | bremer shakespeare company                     |
| 2002      | Othello                                                         | Rodrigo                                 | Ramin Yegani-Fard              | bremer shakespeare company                     |
| 2003      | Coriolan                                                        | Coriolan                                | Sebastian Kautz                | bremer shakespeare company                     |
| 2004      | König Johann                                                    | König Johann                            | Rainer Iwersen                 | bremer shakespeare company                     |
| 2005–2014 | Kabale und Liebe für zwei                                       | Ferdinand, Miller, Wurm, Kalb, Milford  | Andreas Kloos                  | bremer shakespeare company                     |
| 2006      | Liebe und Hass auf Malta                                        | Flavio und Benedikt                     | Chris Alexander                | bremer shakespeare company                     |
| 2007      | Ja, ich will!                                                   | Pastor und Hausmeister                  | Thomas C. Zinke                | Blaumeier-Atelier Bremen                       |
| 2008      | Der Räuber Hotzenplotz                                          | Wachtmeister Dimpfelmoser               | Andreas Kloos                  | Theater Kiel/Opernhaus Kiel                    |
| 2009      | Eine Weihnachtsgeschichte                                       | alle drei Geister                       | Andreas Kloos                  | Theater Kiel/Opernhaus Kiel                    |
| 2012–2015 | Faust I                                                         | Dr. Heinrich Faust                      | Petra-Janina Schultz           | bremer shakespeare company (und Gastspiele)    |
| 2012      | Pettersson kriegt Weihnachtsbesuch                              | Pettersson, Findus und Erzähler         | Hauke Scholten                 | Konzerthaus Die Glocke (Bremen)                |
| 2013      | Der Meister und Margarita                                       | Meister                                 | Jochen Biganzoli               | Hamburgische Staatsoper                        |
| 2013      | Das kleine Gespenst                                             | Erzähler und Spieler                    | Hauke Scholten                 | Konzerthaus Die Glocke (Bremen)                |
| 2013–2014 | Urmel aus dem Eis                                               | Professor Tibatong                      | Andreas Kloos                  | Theater Bielefeld                              |
| 2014–2017 | Heinz Erhardt erklärt die Welt: Warum die Zitronen sauer wurden | Professor Agamemnon Steinwurf-Haslingen | Petra-Janina Schultz           | Konzerthaus Die Glocke (Bremen) und Gastspiele |
| 2015–2016 | Als der Weihnachtsmann vom Himmel fiel                          | Erzähler und Spieler                    | Hauke Scholten                 | Konzerthaus Die Glocke (Bremen)                |
| 2017–2018 | Menschen im Hotel                                               | Otto Kringelein                         | Manuel Kressin                 | Theater & Philharmonie Thüringen               |
| 2018–2019 | Heiße Eisen                                                     | Hans-Jörg Sparwasser                    | Nanna Przetak                  | Theater Altenburg Gera                         |
| 2018–2019 | Der eingebildete Kranke                                         | Argan                                   | Manuel Kressin                 | Theater Altenburg Gera                         |
| 2018–2020 | Cabaret                                                         | Herr Schultz                            | Lydia Bunk                     | Theater Altenburg Gera                         |
| 2019–2020 | Als der Herzog über den Herzog herzog                           | Karl-Heinz (Herzog)                     | Caro Thum                      | Theater Altenburg Gera                         |
| seit 2020 | Die Ratten                                                      | Paul John                               | Manuel Kressin                 | Theater Altenburg Gera                         |
| seit 2020 | Helden wie wir                                                  | Klaus Uhlzscht                          | Manuel Kressin                 | Theater Altenburg Gera                         |
| seit 2021 | Krabat                                                          | Müller                                  | Manuel Kressin und Olav Kröger | Theater Altenburg Gera                         |